# Колібрі-капуцин
Колі́брі-капуци́н (Augastes) — рід серпокрильцеподібних птахів родини колібрієвих (Trochilidae). Представники цього роду є ендеміками Бразилії.

## Види
Виділяють два види:
- Колібрі-капуцин гіацинтовий (Augastes scutatus)
- Колібрі-капуцин рудохвостий (Augastes lumachella)

## Етимологія
Наукова назва роду Augastes походить від слова дав.-гр. αυγαστης — той, хто дає світло, промені.